# Orion-Ikarus 286
Orion-Ikarus 286, наиболее известный как Orion III — сочленённый автобус, выпускавшийся с 1985 по 1989 год компаниями Ikarus и Orion International. 

## История
Первый контракт на производство автобусов Orion III был заключён компанией OC Transpo с OBI в ноябре 1984 года. За этим в октябре 1986 года последовал заказ от Транзитной комиссии Торонто (TTC) на 90 автобусов. Стоимость контракта TTC составила 29 миллионов канадских долларов. Orion III имел 61 место для сидения, а общее число пассажиров — 107. Первые девять автобусов Orion III для TTC были поставлены в 1987 году для испытаний, а начало эксплуатации ожидалось в начале 1988 года.
В процессе эксплуатации у Orion III преждевременно развился коррозий, и автобусы прекратили эксплуатацию в 1995 году. К 2003 году OC Transpo и TTC полностью вывели из эксплуатации Orion III.

## Особенности
Автобус Orion-Ikarus 286 оснащён шестицилиндровым дизельным двигателем Cummins NHHTC-300 в паре с четырёхступенчатой автоматической трансмиссией Allison HT747 или Allison HTB748. Все три оси выпущены компанией Rockwell International. Передний и задний мосты — FL-941, а средний — 59742W, с передаточным числом 4,56:1.

## Эксплуатация
- С 1985 по 2003 год в Оттаве (Онтарио) эксплуатировалось 189 автобусов Orion III, принадлежавших агентству OC Transpo. В конце 1990-х годов было приобретено ещё 25 автобусов.
- С 1987 по 2003 год (с постепенным выбытием в 1997—1998 годах) в Торонто (Онтарио) эксплуатировались 90 автобусов Orion III, которые принадлежали предприятию TTC. Некоторые из них были переданы агентству OC Transpo.
- С 1988 по начало 1990-х годов автобусы Orion III эксплуатировались в Сент-Катаринсе предприятием St. Catharines Transit (SCT).

## Конкуренты
- GM New Look (TA60-102N)
- New Flyer D60 (HF)